# Фелдспат
Фелдспат је назив за групу врло важних петрогених минерала, који изграђују више од 60% Земљине коре. Фелдспати се могу јавити и у интрузивним и у ефузивним магматским стенама, што значи да могу кристалисати и док се магма налази у Земљиној кори, као и када се излије на површину. Такође се могу јавити и у одређеној групи метаморфних стена, као и у многим седиментним стенама. 
Фелдспат су група алуминијум-тектосиликатних минерала који формирају стене, и који садрже натријум, калцијум, калијум или баријум. Најчешћи чланови групе фелдспата су плагиокласни (натријум-калцијумови) фелдспати и алкални (калијум-натријум) фелдспати. Фелдспати чине око 60% Земљине коре, и 41% Земљине континенталне коре по тежини.
Фелдсптати кристалишу из магме као интрузивне и екструзивне магматске стене и такође су присутни у многим типовима метаморфних стена. Стена формирана скоро у потпуности од фелдспат-калцицног плагиокласа позната је као анортозит. Фелдспати се такође налазе у многим врстама седиментних стена.

## Композиција
Фелдспатна група минерала се састоји од тектосиликата, силикатних минерала у којима су јони силицијума повезани заједничким јонима кисеоника у тродимензионалну мрежу. Састав главних елемената у обичним фелдспатима може се изразити у виду три крајња члана:
- калијум фелдспат (К-спат) крајњи члан KAlSi3O8[10]
- албит крајњи члан NaAlSi3O8[10]
- анортитни крајњи члан CaAl2Si2O8[10]

Чврсти раствори између K-фелдспата и албита називају се алкални фелдспат. Чврсти раствори између албита и анортита називају се плагиоклас, или, тачније, плагиокласни фелдспат. Само ограничени чврсти раствор се јавља између K-фелдспата и анортита, а у друга два чврста раствора долази до немешљивости на температурама уобичајеним у Земљиној кори. Албит се сматра и плагиокласом и алкалним фелдспатом.
Однос алкалног фелдспата и плагиокласног фелдспата, заједно са пропорцијом кварца, је основа за класификацију магматских стена QAPF. Плагиоклас богат калцијумом је први фелдспат који кристалише из расхладне магме, али плагиоклас постаје све богатији натријумом како се кристализација наставља. Ово дефинише континуирани низ Бовенових реакција. K-фелдспат је последњи фелдспат који се кристалише из магме.

### Алкални фелдспати
Алкални фелдспати су груписани у два типа: они који садрже калијум у комбинацији са натријумом, алуминијумом или силицијумом; и оне где је калијум замењен баријумом. Први од њих укључују:
- ортоклаз (моноклински)[16] KAlSi
3O
8
- санидин (моноклински)[17] (K,Na)AlSi
3O
8
- микроклин (триклински)[18] KAlSi
3O
8
- анортоклаз (триклински) (Na,K)AlSi
3O
8

Калијум и натријум фелдспати се не мешају савршено при топљењу на ниским температурама, стога се средњи састав алкалних фелдспата јавља само у срединама са вишим температурама. Санидин је стабилан на највишим температурама, а микроклин на најнижим. Пертит је типична текстура алкалног фелдспата, због растварања контрастних композиција алкалног фелдспата током хлађења међукомпозиције. Пертитске текстуре у алкалним фелдспатовима многих гранита могу се видети голим оком. Микропертитске текстуре у кристалима су видљиве светлосним микроскопом, док се криптопертитске текстуре могу видети само електронским микроскопом.

### Амонијум фелдспат
Будингтонит је амонијум фелдспат са хемијском формулом: NH4AlSi3O8. То је минерал повезан са хидротермалним променама примарних минерала фелдспата.

### Баријумски фелдспати
Баријумски фелдспати настају као резултат замене баријума за калијум у минералној структури. Баријумски фелдспати се понекад класификују као посебна група фелдспата, а понекад се класификују као подгрупа алкалних фелдспата.
Баријумски фелдспати су моноклински и укључују следеће:
- целзијки BaAl
2Si
2O
8[23]
- хијалофан (K,Ba)(Al,Si)
4O
8[24]

### Плагиокласни фелдспати
Плагиокласни фелдспати су триклинични. Следи серија плагиокласа (са процентом анортита у заградама):
- албит (0 до 10) NaAlSi
3O
8
- олигоклас (10 до 30) (Na,Ca)(Al,Si)AlSi
2O
8
- андезин (30 до 50) NaAlSi
3O
8 – CaAl
2Si
2O
8
- лабрадорит (50 до 70) (Ca,Na)Al(Al,Si)Si
2O
8
- битовнит (70 до 90) (NaSi,CaAl)AlSi
2O
8
- анортит (90 до 100) CaAl
2Si
2O
8

Интермедијерне композиције фелдспата плагиокласа такође могу да се растворе у два фелдспата контрастног састава током хлађења, али дифузија је много спорија него код алкалног фелдспата, а резултујуће израслине два фелдспата су обично превише фино зрнасте да би биле видљиве оптичким микроскопима. Празнине немешљивости у чврстим растворима плагиокласа су сложене у поређењу са празнином у алкалним фелдспатовима. Игра боја видљива у неким фелдспатним саставима лабрадорита, што је последица веома ситнозрнатих ламела за растварање познатих као Богилдов међураст. Специфична тежина у серији плагиокласа расте од албита (2,62) до анортита (2,72–2,75).

## Структура
Структура кристала фелдспата заснива се на алуминосиликатним тетраедрима. Сваки тетраедар се састоји од јона алуминијума или силицијума окруженог са четири јона кисеоника. Сваки јон кисеоника, заузврат, дели суседни тетраедар да би се формирала тродимензионална мрежа. Структура се може визуализовати као дугачки ланци алуминосиликатних тетраедара, који се понекад описују као ланци радилице јер је њихов облик савијен. Сваки ланац радилице повезује се са суседним ланцима радилице да би формирао тродимензионалну мрежу спојених четворочланих прстенова. Структура је довољно отворена да се катјони (обично натријум, калијум или калцијум) уклопе у структуру и обезбеде равнотежу наелектрисања.
- Дијаграм који приказује део ланца радилице од фелдспата
- Кристална структура фелдспат посматрана дуж c осе
- Кристална структура фелдспат посматрана дуж a осе
- Кристална структура фелдспат посматрана дуж b осе

## Подела
Група фелдспата дели се на две подгрупе: алкалне фелдспате и плагиокласе.
Подгрупи алкалних фелдспата припадају следећи минерали:
- санидин -
- ортоклас -
- микроклин -

Минерали ове подгрупе се разликују по уређености кристалне решетке, што је последица начина кристализације и температуре на којима се она врши. Санидин је стабилан на високим температурама, а микроклин на нижим. То значи да се санидин јавља у интрузивним магматским стенама, у дубини, где је магма топлија, и где има више времена за кристализацију. Због тога је његова кристална решетка уређена. Микроклин, за разлику од тога, кристалише на нижим температурама, када се магма излије на површину, тј. улази у састав ефузивних магматских стена. Због тога је његова кристална решетка само делимично уређена. Такође, температура на којој ортоклас започиње кристализацију је виша него код микроклина, а нижа него код санидина. Због тога се ортоклас јавља, обично, у облику крупних фенокристала (има доста времена за кристализацију) у порфироидној структури. 
Подгрупа плагиокласа представља изоморфну серију од албита, који је чисти натријски алумосиликат, до анортита, који је чисти калцијски алумосиликат. Остали чланови ове изоморфне серије имају одређени проценат албита и анортита. Чланови групе плагиокласа су:
- албит -  (0-10% анортитске компоненте)
- олигокас (10-30% анортитске компоненте)
- андезин (30-50% анортитске компоненте)
- лабрадор (50-70% анортитске компоненте)
- битовнит (70-90% анортитске компоненте)
- анортит -  (90-100% анортитске компоненте)

Плагиокласи су веома важна група петрогених минерала, који улазе у састав готово свих магматских стена (изузев најбазичнијих). Притом албит улази у састав киселих магматских стена, олигоклас и андезин у састав интермедијарних, а лабрадор, битовнит и анортит у састав базичних магматских стена (у изузетно ретким случајевима анортит се може наћи у саставу неке ултрабазичне стене).